# 圣母无原罪主教座堂 (美湫)
圣母无原罪主教座堂（Nhà thờ Chính Toà Mỹ Tho）是天主教美湫教区的主教座堂，位于越南前江省美湫市第七坊雄王街32号。
美湫的第一座教堂是圣方济各沙勿略堂。1866年，弥额尔主教建了圣心堂，名为Vinh Tuong教堂。希腊罗马建筑风格。由于状况恶化，已不再使用。.
第三个教堂于1906年8月11日由 Régnier 神父所建，在Bourdais大道（现雄王街），1910年竣工。由于地基是粘土，因此降低了教堂的高度，以确保安全。教堂高24m，长53m，宽度大于17m，三通廊式。穹顶装饰有许多精致的图案和纹理。
1960年11月24日，若望二十三世宣布在越南建立圣统制，成立了美湫等新教区，该堂遂升格为圣母无原罪主教座堂。
2000年圣年期间，Paul Bui Van Read 主教主持了教堂的祝圣仪式，并选择圣母升天节为该堂第二个主保瞻礼。
2006年，为庆祝教堂建造100周年，雅各伯神父修复并扩建了教堂，更换了瓦屋顶，重建了祭衣间和钟楼，并在教堂周围安装了十架苦路。